# Звучна венечна странична проходна съгласна
Звучната венечна странична проходна съгласна е вид съгласен звук, използван в някои говорими езици. В Международната фонетична азбука той се отбелязва със символа ɮ. Има далечно сходство с българския звук, обозначаван със „з“, но с насочване на въздушния поток странично, а не над езика.
Звучната венечна странична проходна съгласна се използва в езици като арабски (الأَرضِ, [lʔarɮˤi]), зулуски (ukudla, [úɠù:ɮá]), монголски (монгол, [mɔɴɢɔ̆ɮ]).